# Hercostomus argyropus
Hercostomus argyropus är en tvåvingeart som först beskrevs av Friedrich Hermann Loew 1858.  Hercostomus argyropus ingår i släktet Hercostomus och familjen styltflugor. Inga underarter finns listade i Catalogue of Life.